# Beurre de noix de cajou
Le beurre de noix de cajou est une pâte à tartiner préparée à partir de noix de cajou cuites au four ou rôties. Il est crémeux et riche en saveurs. Longtemps entreposé, ses huiles et ses solides se séparent facilement.
Il est riche en protéines, acides gras insaturés et vitamine B. 
Une cuillère à soupe de beurre de noix de cajou non salé apporte 94 calories, 12 % de l’apport quotidien recommandé en matières grasses et 8 % de l’apport quotidien recommandé en acides gras saturés. Cependant, il contient moins de matières grasses que la plupart des autres noix.
Selon le Cooperative Extension Service de l'Université du Kentucky, il est préférable de consommer du beurre de noix de cajou nature plutôt que sa variante aux noix grillées, en raison de sa teneur plus élevée en nutriments.
Le beurre de noix de cajou peut se tartiner sur du pain grillé, être ajouté à des smoothies ou à un bol de flocons d’avoine, accompagner des tranches de pomme ou constituer la base de fromages végétaux à la noix de cajou,.